# Sabundei Rajmund
Sabundei Rajmund (latinul: Raimundus Sebundius; Barcelona, 1385 körül – Toulouse, 1436. április 29.) középkori spanyol származású, de Franciaországban működő filozófus és teológus.
Eredeti neve Sibiuda volt, és a szabad művészetek, az orvostudomány és a teológia magisztereként működött a toulouse-i egyetemen. Theologia naturalisa (eredeti címén Liber creaturarum, seu Naturae, seu Liber de Homine propter quem sunt creaturae aliae) természetfilozófiával foglalkozik. Művét Montaigne kommentálta és tette híressé a Raymond Sebond apológiája című könyvében.

## Bővebb irodalom
- Étienne Gilson: A középkori filozófia története. Budapest: Kairosz Kiadó. 2015.  ISBN 9789636627850 , 496–498. o.